# میکاییل جبرئیلوف
میکاییل جبرئیلوف (ترکی آذربایجانی: Mikayıl Cəbrayılov Əhmədiyyə oğlu; ۲۷ آوریل ۱۹۵۲ – ۱۵ دسامبر ۱۹۹۰) قهرمان ملی جمهوری آذربایجان است، که در جنگ قره‌باغ کشته شد.

## زندگی‌نامه
میکاییل جبرئیلوف ۲۷ آوریل سال ۱۹۵۲، در روستای «اوخود» شکی در آذربایجان شوروی در خانواده احمدیه جبرئیلوف، از چریک فرانسوی‌الاصل افسانه‌ای جنگ جهانی دوم، زاده شد. پس از آنکه مدرسه را به پایان رساند، به عنوان مأمور پلیس در کلانتری شهر شکی گماشته شد.

## جنگ قره‌باغ
میکاییل جبرئیلوف که ستوان دوم پلیس بود، در ۱۲ دسامبر سال ۱۹۹۰ به همراه دیگر مأموران پلیس به خط مقدم جبهه جنگ قره‌باغ اعزام شد. مأموریت آن‌ها دفاع از روستای «جمیل‌لی» بود، که جزوی از خاک آذربایجان است.
هنگامی که وی در کنار مأموران پلیس همراهش روانه مناطق دیگر شدند تا برای مردم غلات تهیه کنند، ناگهان در جاده «جمیل‌لی» به «کوسالار (خواجه‌لی)» مورد هجمه نیروهای ارمنستان قرار گرفتند. یکی از پلیسان بر اثر اصابت گلوله به شدت مجروح شد. در طی درگیری میکاییل خویش نیز از ناحیه شانه زخمی شد. با وجود جراحاتش، او به حضور در جبهه مقدم استمرار داد و در ۱۵ دسامبر ۱۹۹۰، در حین عملیاتی برای نجات مأموران پلیس به اسارت گرقته شده توسط نیروهای ارمنستان کشته شد. میکاییل جبرئیلوف در گورستان روستای «اوخود» شکی دفن شد.

## نشان
بر اساس فرمان شماره ۸۳۱ ریاست جمهوری آذربایجان مورخ ۶ ژوئن ۱۹۹۲، بعد از مرگش از میکاییل جبرئیلوف در پاس اقدامات شجاعانه‌اش در دفاع از تمامیت ارضی این کشور، با اعطاء نشان قهرمان ملی جمهوری آذربایجان تقدیر به عمل آمد.

## گرامیداشت
- یک خیابان در شکی به میکاییل جبرئیلوف نام‌گذاری شده‌است.
- روستای «میکاییل» که میکاییل جبرئیلوف در آنجا کشته شده‌است، وامدار نام اوست.